# Stabiliamo un contatto/Al tuo fianco
Stabiliamo un contatto/Al tuo fianco è un 45 giri degli Stadio, pubblicato dalla EMI italiana nel 1992, che anticipa l'album Stabiliamo un contatto (1992).
Raggiunge la posizione numero 15 nella classifica italiana.

## I brani
- Stabiliamo un contatto
Ha 3 versioni con durate crescenti diverse: singolo, album (6:54) ed estesa.
- Al tuo fianco
Proviene dalla colonna sonora del film Stasera a casa di Alice (1990), diretto ed interpretato da Carlo Verdone, ed è stato inserito nell'antologia Il canto delle pellicole del 1996[3].

## Tracce
Gli autori del testo precedono i compositori della musica da cui sono separati con un trattino.
Edizioni musicali EMI Music Publishing, Le Furie, Publy Music.

Singolo 7" (catalogo 06-8710087)

Lato A
1. Stabiliamo un contatto (versione singolo) – 4:28 (testo: Saverio Grandi – musica: Saverio Grandi, Gaetano Curreri)

Lato B
1. Al tuo fianco – 5:40 (testo: Saverio Grandi – musica: Vasco Rossi, Andrea Fornili, Gaetano Curreri)

Maxi Singolo 12" (catalogo 14-8710086)

Lato A
1. Stabiliamo un contatto (versione estesa) – 7:12 (testo: Saverio Grandi – musica: Saverio Grandi, Gaetano Curreri)

Lato B: stesse tracce del singolo 7"

## Formazione
- Gaetano Curreri - voce, tastiere
- Roberto Drovandi - basso
- Andrea Fornili - chitarre
- Giovanni Pezzoli - batteria